# Реформатська церква (Шаланки)
Реформатська церква (Шаланки) — готична церква в селі Шаланки, Закарпатської області, пам'ятка архітектури національного значення (№ 1117).

## Історія
Церква датується XIV століттям з реставраціями та добудовами пізніших періодів. Первинно церква була католицькою та присвячена Всім Святим, як свідчать записи в папському реєстрі податків за 1332 рік. На початку XVI століттям (орієнтовно в 1540 році) громада перейшла до протестантства, тож внутрішнє убранство церкви також набрало відповідного вигляду, зокрема були винесені статуї та ікони. Є дані про те, що церква була реформатською в 1595 році. Церква горіла кілька разів, після одного з яких (1793 рік) зруйнувалася її вежа. Насьогодні після пожеж і ремонтів від середньовічної будівля залишились вежа та частина південної стіни. Зокрема, після ремонту, проведеного в 1821 році церква втратила низку готичних елементів, було зруйноване святилище і добудована її східна частина. Всередині храму зберігається камінь з гербом родини Баторі, та надгробний камінь Гашпара Кун Рожальї (датований 24 грудня 1608 року).
В церкві під час її реконструкції було виявлено герб села. В храмі служили пастори: Бігорі Лойош (1898-1932), Горкої Лойош (1933-1959), Лойош Мігай ( 1959-1999), Ловрінцней Фабіян Єва (1999-2003), Тегзе Лорант (2003-2009),  Отілло Болог (з 2009 року).
В цьому храмі князь Ференц Ракоці II, який очолив національно-визвольну війну угорців проти Габсбургів 1703-1711 рр., у 1711 році провів завершальний сейм куруців, про що свідчить напис на хорах храму:
| «На пам’ять про шаланецький сейм князя ІІ Ракоці Ференца і останнє тут його перебування 17-18 лютого 1711 року. З нагоди 200-річчя його смерті 8 квітня 1935 року.». |В храмі зберігається старовинний церковний посуд : позолочені та срібні кубки (1711 р.), срібний глечик (1726 р.).

## Архітектура
Будівля церкви прямокутна в плані з прямокутною прибудовою у її північній частині, доповненою під час реконструкції в 1873 році. Про її середньовічне походення свідчать стрілчасті вікна та кутові контрафорси. Притвор був прибудований в 1936 році, а кількаярусна кам'яна башта-дзвіниця з невеличкими вікнами шпилевидним завершенням та чотирма кутовими вежами з шпилями по периметру завершення була прибудована в 1789 році (до цього башта була дерев'яна).

## Див також
- Костел Серця Ісуса (Бене);
- Церква Івана Хрестителя (Кідьош);
- Готичний реформатський храм (Четфалва);
- Костел святої Єлизавети (Хуст);
- Костел Воздвиження Святого Хреста (Берегове).